# دهستان کرارج
دهستان کرارج نام دهستانی در بخش مرکزی شهرستان اصفهان، استان اصفهان در ایران است. بر اساس سرشماری مرکز آمار ایران در سال ۱۳۸۵، جمعیت آن ۲۹۰۳۲ نفر (۷۴۵۳ خانوار) بوده‌است.